# Vladěna Pustková
Vladěna Pustková est une sauteuse à ski tchèque née le 11 juillet 1992.

## Palmarès

### Coupe continentale féminine de saut à ski
- Première participation le 16 juillet 2005 à Planica.
- Meilleurs résultats :
  - hiver : 12e au concours de Schonach le 8 janvier 2011 ;
  - été : 11e au concours de Bischofshofen le 7 août 2005.